# Notensystem (Musik)

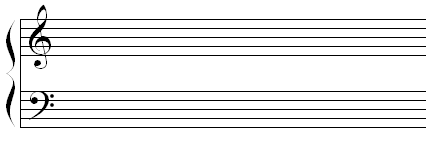
Klaviersystem: Akkolade aus zwei fünflinigen Notensystemen im Violin- und Bassschlüssel

Ein Notensystem (auch Notenlinien oder Notenzeile) ist eine Gruppe von waagerechten, gleichabständigen und parallelen Linien, die in der westlichen Notation der Musik ein Raster für die Notation der Tonhöhe zur Verfügung stellt. Die Notenzeichen werden auf einer Linie oder in einem Linienzwischenraum platziert. Durch einen Notenschlüssel wird jeder Linie und jedem Zwischenraum des Notensystems eine bestimmte Tonstufe zugeordnet. Außerhalb der Linien können Noten mittels Hilfslinien notiert werden.
Die Notenlinie und auch die Zwischenräume werden von unten nach oben durchnummeriert. Die erste Linie ist also die unterste.

## Historische Entwicklung

Choralnotation in vierlinigem Notensystem

Historische und außereuropäische Musikkulturen verwendeten bzw. verwenden teilweise Notationssysteme, die ohne Notenlinien auskommen (vgl. Antike und außereuropäische Notenschrift). Notenlinien sind in der Notation der abendländischen Musik seit dem 10. Jahrhundert gebräuchlich. Mit ihrer Hilfe konnten die zuvor ohne genau erkennbare Tonhöhenangabe benutzten (adiastematischen) Neumen in ihrer Tonhöhe genau erfasst werden (diastematische Neumen). Nachdem zunächst nur eine oder zwei Linien gebräuchlich waren, setzte sich seit Guido von Arezzos Erweiterung auf drei und vier Linien im Terzabstand um 1025 allmählich das heute gebräuchliche System mit fünf Linien durch. Die seit dem 12. Jahrhundert für einstimmige Melodien verwendete Choralnotation mit vier Linien wird auch heute gelegentlich noch eingesetzt.

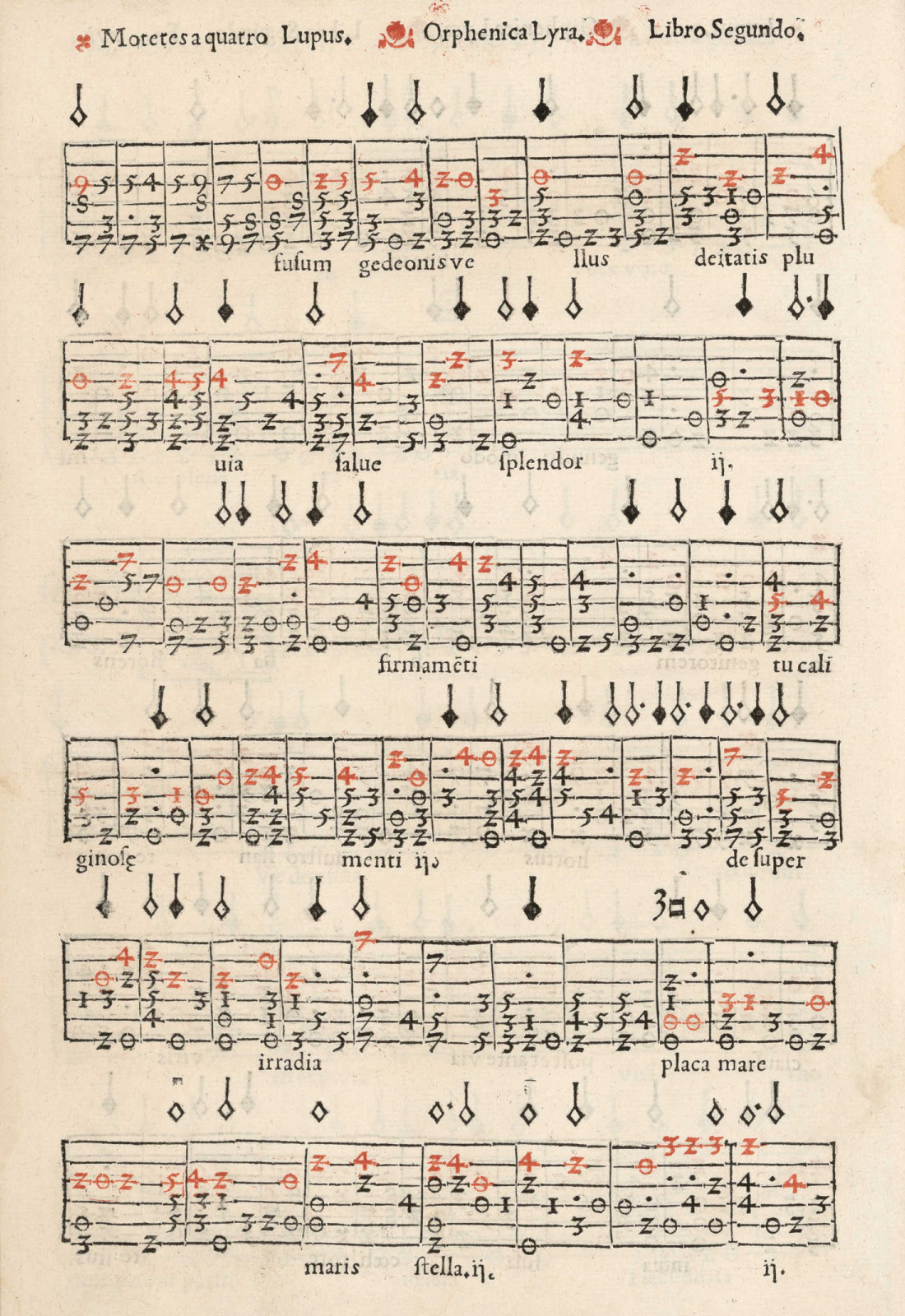
Sechslinige Tabulatur für Vihuela

Für Saiteninstrumente sind seit dem 14. Jahrhundert auch Tabulaturen (Griffschriften) gebräuchlich, bei denen die Anzahl der Linien eines Notensystems der Zahl der Saiten entspricht und auf den Linien der Ort für die Greifhand notiert wird.

## Neuere Entwicklungen
In der Mitte des 20. Jahrhunderts entstanden weitere Liniensysteme, die sich entweder an der Lage der schwarzen und weißen Tasten auf dem Klavier orientierten (Klavarskribo) oder ein kontinuierliches Tonhöhensystem  darzustellen versuchen. Diese Liniensysteme konnten sich jedoch nicht als allgemeiner Standard durchsetzen. Zeitgenössische Partituren verwenden nach Bedarf gelegentlich auch vom fünflinigen System abweichende Systeme.
Für die Notation von Schlag- bzw. Rhythmusinstrumenten sind auch ein- bis vierlinige Systeme gebräuchlich. Selbst bei der einlinigen kann oberhalb und unterhalb der Linie notiert werden, zusammen mit verschiedenen Notenköpfen ist das für einige Zwecke ausreichend.

## Akkolade
Mehrere gleichzeitig erklingende Notensysteme werden so übereinander notiert, dass alle gleichzeitig erklingenden Noten jeweils senkrecht übereinander stehen. Eine solche Gruppe von Notensystemen wird ebenfalls System oder, nach der französischen Bezeichnung für die geschweifte Klammer, Akkolade genannt. Die einzelnen Fünflinien-Systeme in diesem System heißen dann Zeilen. 
Gelegentlich bezeichnet der Begriff Akkolade nicht die Gesamtheit gleichzeitig erklingender Systeme, sondern nur bestimmte, jeweils durch Klammern (Akkoladenklammern) verbundene Instrumentengruppen einer Partitur.

### Die eckige Klammer
Die Notensysteme einer Instrumentengruppe (etwa Streicher, Blechbläser, Holzbläser und Schlagwerk) werden untereinander mit eckigen Klammern ( [ ) verbunden. Die so verbundenen Instrumente erhalten vom oberen bis zum untersten Notensystem der Gruppe durchgezogene Taktstriche. Chorstimmen werden ebenfalls mit einer eckigen Klammer verbunden. Da unter bzw. zwischen den Notensystemen Text notiert wird, erhalten sie aber keine durchgehenden Taktstriche.
Die eckige Klammer wird auch Chorklammer oder Balkenklammer genannt, weil Notenstecher sie mit dem auch für Balken verwendeten Stichel stachen. Sie hat daher traditionell die gleiche Strichstärke wie Balken.

### Die geschweifte Klammer
Eine geschweifte Klammer ( { , die Akkolade im engeren Sinn) fasst mehrere Notensysteme zusammen, die von einem einzelnen Instrument zu spielen sind (z. B. Klavier, Harfe oder Akkordeon). Auch bei der Orgel werden so die beiden Systeme für die Klaviatur (Manuale) verbunden, häufig aber nicht auch das System für das Pedal. Auch eine Gruppe gleicher Instrumente (etwa Horn I bis IV in einer Orchesterpartitur) werden durch eine geschweifte Klammer verbunden. Diese steht dann links von der die gesamte Instrumentengruppe zusammenfassenden eckigen Klammer. Durch eine Klammer verbundene Systeme erhalten durchgehende Taktstriche.